# Charles Chibana
Charles Chibana, (* 9. listopadu 1989 v São Paulo, Brazílie) je brazilský zápasník–judista japonského původu.

## Sportovní kariéra
Patří k druhé generaci japonských přistěhovalců do Brazílie z šedesátých let dvacátého století. S judem začal v útlém dětství v rodném São Paulo. Členem širší brazilské reprezentace je od roku 2007, ale na pozici jedničky se prosadil teprve v roce 2013. V roce 2016 startoval na domácích olympijských hrách v Riu a jako nenasazený judista dostal v úvodním kole nalosovaného japonského mistra světa Masaši Ebinumu. Ve třetí minutě zápasu neuhlídal Ebinumův nástup do o-soto-gari a po pádu na yuko se následně nechal chytit do osae-komi.

### Vítězství
- 2013 - 3x světový pohár (Montevideo, San Salvador, Moskva)
- 2014 - 1x světový pohár (Ťumeň)

## Výsledky
| Turnaj                  | 2013           | 2014           | 2015           | 2016           |
| Turnaj                  | 24             | 25             | 26             | 27             |
| Turnaj                  | pololehká váha | pololehká váha | pololehká váha | pololehká váha |
| ----------------------- | -------------- | -------------- | -------------- | -------------- |
| Olympijské hry          |                |                |                | úč.            |
| Mistrovství světa       | 5.             | úč.            | úč.            |                |
| Panamerické hry         |                |                | 1.             |                |
| Panamerické mistrovství | 3.             | 1.             | úč.            | 1.             |